# Zábeštní Lhota
Zábeštní Lhota är en ort i Tjeckien.   Den ligger i regionen Olomouc, i den östra delen av landet, 230 km öster om huvudstaden Prag. Zábeštní Lhota ligger 287 meter över havet och antalet invånare är 149.
Terrängen runt Zábeštní Lhota är huvudsakligen platt, men åt nordost är den kuperad.Runt Zábeštní Lhota är det tätbefolkat, med 636 invånare per kvadratkilometer. Närmaste större samhälle är Olomouc, 15,9 km nordväst om Zábeštní Lhota. Trakten runt Zábeštní Lhota består till största delen av jordbruksmark.